# Fuad Muzurović
Fuad Muzurović (Bijelo Polje, 3 november 1945) is een Bosnisch voormalig voetballer die als verdediger speelde.

## Carrière
Muzurović begon zijn carrière in 1962 bij FK Jedinstvo Bijelo Polje en speelde tussen 1964 en 1974 voor FK Sarajevo. Met Sarajevo werd hij in 1967 kampioen van de Prva Liga. Hij speelde 265 wedstrijden in de League waarin hij een doelpunten maakte. Muzurović beëindigde zijn spelersloopbaan in 1974.